# Thyrsanthella
Thyrsanthella là chi thực vật có hoa trong họ Apocynaceae.